# مجموعه داده‌های پلیتی

تعداد کشورهای 1800-2018 با نمره 8 یا بالاتر در مقیاس Polity IV، معیاری برای دموکراسی.

مجموعه داده‌های پلیتی (به انگلیسی: Polity data series) یکی از منابع پر استفاده در زمینه تحقیقات علوم سیاسی است. آخرین ویرایش آن با نام پلیتی ۴ (Polity IV) حاوی اطلاعات سالانه کشورهای مستقل دنیا بین سال‌های ۱۸۰۰ تا ۲۰۰۶ می‌باشد. پلیتی ۴ به سفارش گروه عملیاتی پژوهش در مورد بی‌ثباتی سیاسی و توسط پژوهشگرانی از دانشگاه‌های جرج میسون، مریلند و دانشگاه ایالتی کلرادو تهیه شده است. فعالیت‌های تحقیقاتی این گروه که به درخواست و با پشتیبانی دولت آمریکا انجام می‌شود، بر کشورهایی متمرکز است که در آنها درگیری سیاسی بین جناح‌های داخلی ممکن است که سقوط دولت مرکزی بینجامد.

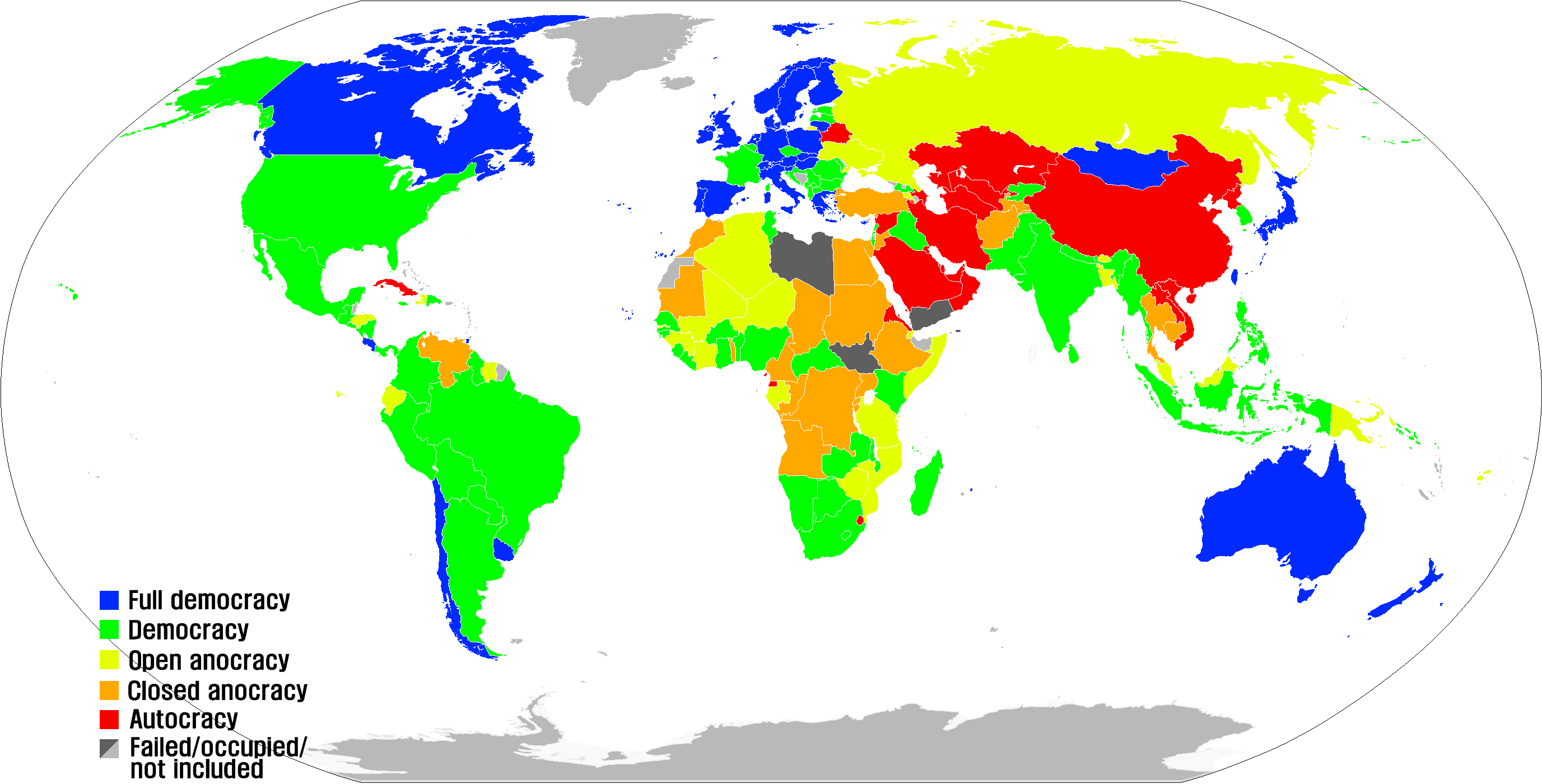
نقشه جهانی که یافته‌های گزارش مجموعه داده‌های Polity IV را برای سال 2017 نشان می‌دهد.